# Bolivar (Missouri)
Bolivar város az USA Missouri államában, Polk megye megyeszékhelye. Lakosainak száma 10 679 fő (2020. április 1.).

## Népesség
A település népességének változása:

| 2010 | 10 325 |
| 2020 | 10 679 |